# Joachim von Arnim
Joachim Hans Detleff von Arnim (* 27. August 1876 in Potsdam; † 31. März 1933 in Kiel) war ein deutscher Fregattenkapitän der Kaiserlichen Marine. Im Ersten Weltkrieg war er u. a. deutscher Kommandant von Kreuzern der türkischen Marine.

## Leben

### Herkunft
Joachim von Arnim war ein Sohn des späteren Generalmajors Henning von Arnim (* 1836) und seiner Frau Elma, geb. von Pusch (* 1844). Sein Großvater war er Landrat und Abgeordnete Christian von Arnim. Später war Joachim von Arnim Besitzer von Wilhelmsthal bei Rohr, Kreis Rummelsburg in Pommern, welches er 1928 verkaufte.

### Werdegang
Joachim von Arnim trat am 2. April 1895 in die Kaiserliche Marine ein und wurde am 13. April 1896 Seekadett. 1899 war er als Unterleutnant zur See (Beförderung am 2. Oktober 1898) auf der Frithjof. Er wurde als Oberleutnant zur See (Beförderung am 23. März 1901) militärischer Begleiter von Paul Friedrich zu Mecklenburg, welcher sich 1904 erhängte.
1908 war von Arnim als Kapitänleutnant (Beförderung am 28. August 1905) zur Verfügung des Flottenchefs und zeitgleich zum II. Coetus an die Marineschule kommandiert. Im darauffolgenden Jahr war er als Artillerieoffizier auf der Zähringen und blieb dies auch noch bis Mitte 1910. Er wurde Adjutant im Stab der Marinestation der Nordsee und gleichzeitig Kommandant der Stationsyacht Alice Roosevelt. Am 25. März 1912 wurde er als Adjutant zum Korvettenkapitän befördert. Ab Oktober 1912 war er für ein Jahr Kommandant der Loreley.
Später war er bis September 1914 Dezernent in der Operationsabteilung des Admiralstabs der Marine. Anschließend war er deutscher Kommandant der Mecidiye. Vom 3. November 1914 bis 10. Mai 1915 hatte er das Kommando über die Barbaros Hayreddin. Er gab das Kommando an Hermann Lorey ab. Vom 29. Juli 1915 bis 11. Februar 1918 war er Marineattaché bei der Gesandtschaft in Sofia. Am 28. April 1918 war er zum Fregattenkapitän befördert worden. Am 24. November 1919 wurde er aus der Marine verabschiedet.
Bis 1904 war er u. a. mit dem Ritterkreuz des Greifenordens, dem Offizierkreuz des Königlich Niederländischen Orden von Oranien-Nassau und dem Großherrlich Türkischen Osmanié-Orden 4. Klasse ausgezeichnet worden. Später erhielt er noch den Kronen-Orden 4. Klasse, den Roten Adlerorden 4. Klasse mit der Krone, das Eiserne Kreuz I. Klasse, den Großherzoglich Oldenburgischen Haus- und Verdienstorden des Herzogs Peter Friedrich Ludwig 2. Klasse mit der silbernen Krone und das Ritterkreuz I. Klasse des Herzoglich Sächsischen Sachsen-Ernestinischen Hausorden.

### Familie
Joachim von Arnim heiratete am 31. Januar 1911 in Wilhelmshaven Asta Gräfin von Baudissin (1888–1968), die Tochter des kaiserlichen Admirals Friedrich Graf von Baudissin. Ihr Sohn war der spätere Verwaltungsjurist und Oberfinanzpräsident Henning von Arnim.